# Parviturbo comptus
Parviturbo comptus är en snäckart som först beskrevs av Woodring 1928.  Parviturbo comptus ingår i släktet Parviturbo och familjen Skeneidae. Inga underarter finns listade i Catalogue of Life.